# 席上珍自殺事件
席上珍自殺事件發生於1922年9月的中國上海福州路，24歲的女性書記員席上珍縊死於她所任職的《商報》（Journal of Commerce）辦公室內，在上海的媒體等公共空間中引發一連串討論。席上珍與她的雇主湯節之有證券上的金錢糾紛，甚至有「湯節之想納席上珍為妾」的傳聞，使輿論將此事的矛頭指向湯節之。
湯節之是《商報》的創辦人，在上海證券業中享有名聲，且曾活躍於1919年的五四運動。他倡導包含女性就業的社會改革等立場，使其女性職員席上珍的自殺事件格外受到外界關注。除此之外，事發地點位於上海公共租界區，這塊由英美主導的飛地，並不在當時中國法律管轄範圍內。然而，湯節之卻被中國政府逮捕，並以「詐欺罪」定罪，此事亦引發輿論對中國法律機制的討論。

## 背景

### 五四新文化運動與婦女解放
席上珍自殺事件發生時的1922年，與1919年的五四運動相距不遠。在五四運動以前，「三綱五常」、「三從四德」的觀念長期束縛著中國婦女。一次大戰期間（1914-1918），隨著資本主義在中國的發展，加速傳統小型生產的瓦解，迫使女性如男性般走出家門，雇傭於資本家。1915年，新文化運動重視婦女解放問題，陳獨秀、李大釗、魯迅等文人皆參與其中。在這樣的基礎下，強化1919年五四運動中的婦女抗爭。五四運動後，男女平等、互相尊重等新風潮開始出現，北京等地部分高等學校也開始招收女性。:143-144

### 上海《商報》的成立
上海《商報》於1921年1月:2開辦，同年秋天，《商報》的發行量在中國報紙排第三位，僅次於《申報》和《新聞報》。:19《商報》的突出與受過美國教育的創辦人湯節之息息相關，吸引許多傑出的作家擔任編輯人員，包含評論家陳布雷等。:19創辦人湯節之曾擔任過五四運動初期支持動員商人的領袖、上海商會董事會會員、廣肇公所的核心成員以及各路商界聯合會的主席。這些職務與人脈，確保他的報紙讀者能「把握全中國工商業的發展脈絡」。:20

### 「新女性」席上珍在《商報》
席上珍自殺事件中，主角席上珍是《商報》的女性職員之一，她畢業自上海城東女學，在當時屬於接受過新式教育的「新女性」。席上珍受親人介紹，進入《商報》擔任書記員，工作內容為拆開各處來函，交給總經理湯節之閱讀，再由她分送各部，月薪20元。:162-163 席上珍在1922年9月8日，於《商報》辦公處縊死，終年24歲，在這之前，即有兩次服藥自殺的紀錄。她的自殺多被認為與股票糾葛以及湯節之的言語羞辱有關。

### 上海證券交易所
1921年下半年，上海約有136家至150家股票交易所開張營業，數量之多，遠遠超過當時世界的其他地方。:1在這個時代背景下，死者席上珍也有投資的習慣。:2然而，到1922年初，上海的證券交易所幾乎都面臨倒閉，:1使席上珍遭受巨額的損失。:2而1920年到1921年上海證券交易所的蓬勃發展，起因於當時上海的經濟發展、外國租界區的存在（擁有治外法權），以及民族主義的革命資金之需求。:2

### 上海公共租界區與治外法權
席上珍自殺的地點《商報》即位於1863年由英美聯合成立的上海公共租界區內。關於租界區的成立歷史，可追溯到第一次鴉片戰爭（1839-1842）後簽訂的《南京條約》，在外力的壓迫下，使中國的主權受到嚴重限縮，具體行為包含劃出租界、賦予列強「領事裁判權」等治外法權。:3221920年代，調查席上珍案的「會審公廨」（Mixed Court），即是在這樣的背景下所誕生的司法機構。

## 過程

### 案發
在席上珍所服務的《商報》中，職員們習慣於下午5點左右一同用餐。1922年9月8日當晚，因席上珍沒有出席晚餐，公司內資深的職員王吉溥前去關心她的狀況。席上珍表示她的身體不適、沒有胃口，並拒絕提早回家的建議。於是，王吉溥指派下屬去通知她的家人。:3
未婚的席上珍和家人同住。約下午6點左右，家人們接收到席上珍身體不適的消息時正在吃晚餐，沒有及時前往。超過一小時後，席上珍的家人抵達辦公室，卻發現門已上鎖，因此請守衛協助開門。當門打開後，映入眾人眼前的卻是上吊的席上珍在窗前晃動的景象。從仁濟醫院被傳喚而來的醫師抵達現場後，在晚上8點左右宣布席上珍死亡。這個過程，席上珍的雇主湯節之並不在場。:4
上海《商報》中的職員幾乎都是中國人，但根據上海市檔案館的一份警方報告記載，當時打電話向公共租界區報案的人，是美籍俄裔記者喬治·索科爾斯基。:4

### 會審公廨（Mixed Court）的調查與結果
在喬治·索科爾斯基報案後，公共租界區的會審公廨開始對席上珍之死進行調查。會審公廨是在國外租界內，為了兼顧治外法權和中國法而設的特殊法院，法官由多國官員組成。在席上珍之死中，上海公共租界會審公廨的法官們依據警方、驗屍官和目擊者的證詞得出自殺的結論，但該案主要當事人對死者自殺之前的情況之說法並不一致。
不過，法院的任務並非調節這些說法。判決表示，如果席上珍的家人希望得到經濟賠償，可以對湯節之提起民事訴訟。另外，法院允許席上珍母親的要求，將席上珍的遺體運至洞庭東山會館，即三善堂處理後事。:8

### 主要陣營與輿論
捲入事件的湯節之為撇清責任，9月11日起，在律師的核定下，於《申報》、《新聞報》等各大報的廣告欄登載〈湯節之緊要聲明〉，:163:241該聲明如下：
席上珍女士之自縊一案，余對社會及友人應有鄭重之聲明。死者曾借他人款項。購買各種股票，托余代為購買。當買進時，余以為該款必係渠所自有。當時渠尚擬多購，余以其投機過度，不允代買，嗣後渠曾以粟在上寶銀行押款。迨信交事業先後失敗，甚為懊喪，屢向余墾商，需余助他。並云渠現受甚重之壓迫，渠之債權人非常加以責備。渠曾兩圖自盡，余以渠在敝處充職，極其忠實謹慎。予以助力，是一種救急的善意。至八月十九日余交渠以五千元之單據付款法。於是日起，以十二個月為期，付洋一千五百元，二十四個月，付洋一千五百元，三十六個月，付洋二千元。此單據在渠自盡前，己由渠交其家屬收存，在騐屍場，其家屬亦會將此單據呈騐在案。現在此單據，仍在其家屬之手。除此之外余覺對於死者。並不負何等責任。余此舉完全爲憐恤而起，原望援助渠脫離極嚴重之困苦，當余將此單據交渠時，渠甚表滿足。至此項單據交給後，渠尚發生自盡之由，則我不得而知矣，特此聲明。上列聲明，係經本律師核定。

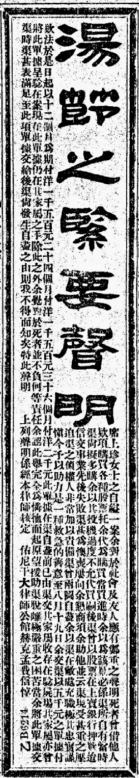
湯節之緊要聲明

佑尼干大律師公館赫克孟費信惇。——湯節之，〈湯節之緊要聲明〉，《申報》，1922-09-11，第01版 

由於〈湯節之緊要聲明〉是付費廣告，這類的聲明通常只代表有限的可信度。:16而支持席上珍的洞庭東山同鄉會，與付費廣告不同，他們為死者「伸冤」的聲明，是以報導的方式出現在各大報紙。:16席上珍的母親與姊姊，主要指控湯節之在事發前一年（1921年）5月3日時，向席上珍借錢未還，還侮辱性地要席上珍嫁給他作妾。:49:163對於這樣的指控，湯節之反駁借錢的說法，表示他僅是收取款項，代為購買股票，更極力否認「納席上珍為妾」的說詞。

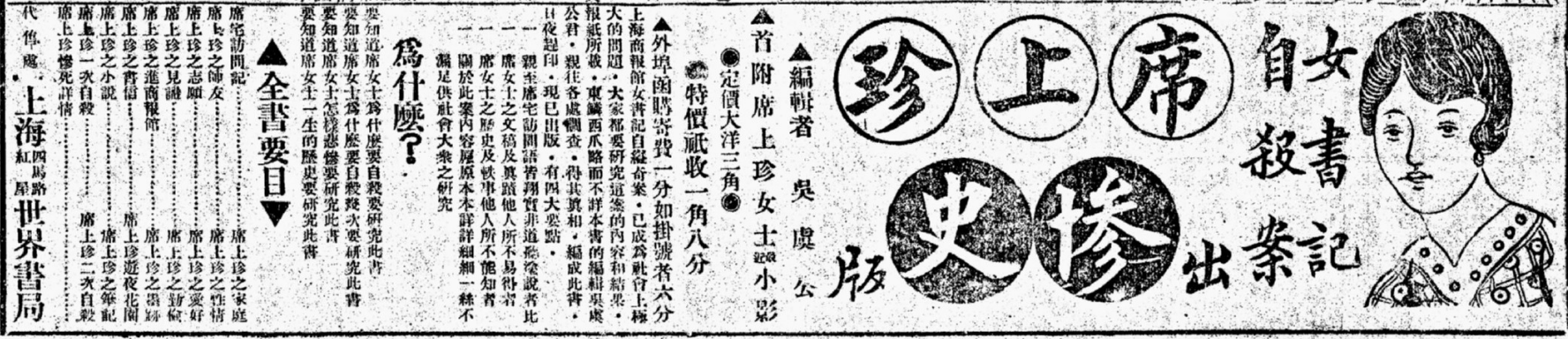
《女書記之自殺：席上珍慘史》廣告

席上珍的自殺事件經過報導，使大眾對此事的評論絡繹不絕。席上珍的死，催生上百篇文章並誕生了三本書，顯示其商業價值，例如《女書記之自殺：席上珍慘史》。陳望道、鄭正秋等各界中國知識分子們，熱烈地為此發表看法，塑造輿論。:15

### 湯節之被中國政府逮捕與審判
1922年11月11日，湯節之被秘密逮捕，此事直到13日才被報導（如《申報》）刊出。:22湯節之居住的地方和《商報》大樓一樣，皆位於上海公共租界區，受會審公廨和租界區警察管轄。就治外法權而言，中國法院在租界區行使逮捕令是對租界區的非法侵犯。中國警察對此辯解，湯節之的保鑣是將車子停在標示租界區和中國領土的邊界。11日凌晨2點，湯節之下車後，旋即與保鑣一同被中國警察制伏，受到拘留。:22《遠東每周評論》（Weekly Review of the Far East）將此次不尋常的逮捕行動，與同年的「羅文榦案」相提並論，暗示著政治上的陰謀。中國法院的初步聽證會上，廣肇公所提出保釋要求，被中國法院拒絕。最後，湯節之被以「詐欺罪」定罪，判處三年監禁。:22

### 後續
《商報》在湯節之被捕後遭到出售，當湯節之重返上海時，環境已經和1920年初截然不同，政治上幾乎沒有他能發揮的可能性。曾經轟動的「席上珍自殺事件」也變得默默無名。:231929年，《上海畫報》刊載一篇以〈湯節之捲土重來〉為題的文章，說明他可能會接管當時在上海南京路虹廟舊址興建中的大中華百貨公司。而對於湯節之的過去，該報表示：「而於先生之歷史，則無不知之甚詳，且未不嘗為先生呌屈也。」

## 近代中國性別史相關的學術研究

### 民主共和政府後的性別關係之轉變
俄勒岡大學歷史系教授顧德曼（Bryna Goodman）在《席小姐自殺事件：共和中國的民主與崩壞》（The Suicide of Miss Xi Democracy and Disenchantment in the Chinese Republic）一書的第二章中，概要1912年中華民國成立以來，性別關係所產生的轉變，透過「新女性」席上珍的自殺，加強對其中幽微的理解。:55

### 女性案件的輿論傳播：「轉喻」為知識群體的道德問題
戴蓓芬的研究發現，1920年至1937年《申報》的報導中，王蓮英案、席上珍案、黃慧如案以及蕭信庵案等四案是最受媒體關注的四則女性司法類新聞。除了名妓王蓮英以外，其他三位皆為受過高等教育，有獨立經濟能力的「新女性」。圍繞在「新女性」所發生的事件，都起因於她們在走出傳統家庭，追求「新女性」生活方式的過程中遇到了現實問題。:4
席上珍的案子乍看是投資失利而起，卻在社會輿論的渲染下變成知識女性群體的道德或國家教育問題。李光群在中國西北大學的碩士論文借用王汎森「轉喻」的概念，說明席上珍事件反映了知識份子意圖將個人問題歸因於大環境，將苦難轉換成明確可解的理由的情況。:51

### 「新」、「舊」女性的界線：虛榮
席上珍縊死後，查孟詞以〈因席女士自殺案看出來的 女子教育的缺陷〉為題，在《中華新報》的「婦女與家庭」欄發表對女子教育的看法。:164查孟詞透過此事，認為中國的女子教育只是一種「裝飾教育」、「娛樂教育」，無助於培育能在社會中獨立奮鬥的女子。查孟詞認為，席上珍的死，是受「虛榮心」所害，否則便不會為投機者所騙；再者，席上珍因5,000元草率輕生，也可看出她的「神經衰弱過度」。整體來說，查孟詞認為「虛榮」和「軟弱」導致席上珍的自殺，同時是現代女子教育的弊病，女子若想要獨立，「必須在嶄新的科學教育上，加上內地老農婦辛勤處世樂天知命的一點精神:167」。:97
黃青華為反駁查孟詞的觀點，於《時事新報》的「青光」欄發表〈中華新報說的什麼話？〉一文。:164黃青華在文中推測，席上珍的自殺，「一半在五千元，一半在湯節之要娶伊作妾的一種侮辱。:169」，認為她的死是無辜的。海青在他二十世紀中國的自殺研究中指出，這兩者的爭論在於將「虛榮」作為女性特質來分析，「使兩性關係中的女性從受害者的位置，變成了處心積慮地合謀者。」:97

## 註腳
1. ↑  他，指第三人稱。如：「渠等」、「渠輩」。宋．楊萬里〈郡圃杏花〉詩：「海棠穠麗梅花淡，匹似渠儂別樣奇。」。
2. ↑  同「叫」字。